# Tektiteko
Le tektiteko (ou tectitèque) est une langue maya parlée au Guatemala.

## Répartition géographique
Les Tektitekos sont la plus petite des communautés mayas du Guatemala. Au nombre de 2 077 au recensement de 2002, ils vivent dans le municipio de Tectitán qui donne son nom à la langue et à la communauté. Tectitán se situe dans le département de Huehuetenango. La langue est aussi parlée dans une partie du municipio de Cuilco, ainsi qu'au Mexique, dans le Chiapas par 1 000 personnes

## Écriture
La langue, comme les autres langues mayas du Guatemala est dotée d'une écriture basée sur l'alphabet latin, dérivée, en partie, de l'orthographe espagnole.

## Phonologie
Les tableaux présent les phonèmes du tektiteko, avec à gauche l'orthographe en usage au Guatemala.

### Voyelles
|         | Antérieure    | Centrale      | Postérieure   |
| ------- | ------------- | ------------- | ------------- |
| Fermée  | i [i] ii [iː] |               | u [u] uu [uː] |
| Moyenne | e [e] ee [eː] |               | o [o] oo [oː] |
| Ouverte |               | a [a] aa [aː] |               |

### Consonnes
|               |               | Bilabiale | Alvéolaire | Rétrofl.  | Palatale  | Vélaire | Uvulaire | Glottale |
| ------------- | ------------- | --------- | ---------- | --------- | --------- | ------- | -------- | -------- |
| Occlusives    | Sourdes       | p [p]     | t [t]      |           | ky [kʲ]   | k [k]   | q [q]    | ’ [ʔ]    |
| Occlusives    | Éjectives     |           | tʼ [tʼ]    |           | kyʼ [kʼʲ] | kʼ [kʼ] | qʼ [qʼ]  |          |
| Occlusives    | Implosives    | bʼ [ɓ]    |            |           |           |         |          |          |
| Fricatives    | Fricatives    |           | s [s]      | x [ʂ]     | xh [ʃ]    |         | j [χ]    |          |
| Affriquées    | Sourdes       |           | tz [t͡s]    | tx [t͡ʂ]   | ch [t͡ʃ]   |         |          |          |
| Affriquées    | Éjectives     |           | tzʼ [t͡sʼ]  | txʼ [t͡ʂʼ] | chʼ [t͡ʃʼ] |         |          |          |
| Nasales       | Nasales       | m [m]     | n [n]      |           |           |         |          |          |
| Liquides      | Liquides      |           | l [l]      |           |           |         |          |          |
| Roulées       | Roulées       |           | r [r]      |           |           |         |          |          |
| Semi-voyelles | Semi-voyelles | w [w]     |            |           | y [j]     |         |          |          |